# Autoba wallengreni
Autoba wallengreni är en fjärilsart som beskrevs av Pieter Cornelius Tobias Snellen 1880. Autoba wallengreni ingår i släktet Autoba och familjen nattflyn. Inga underarter finns listade i Catalogue of Life.